# Amentum

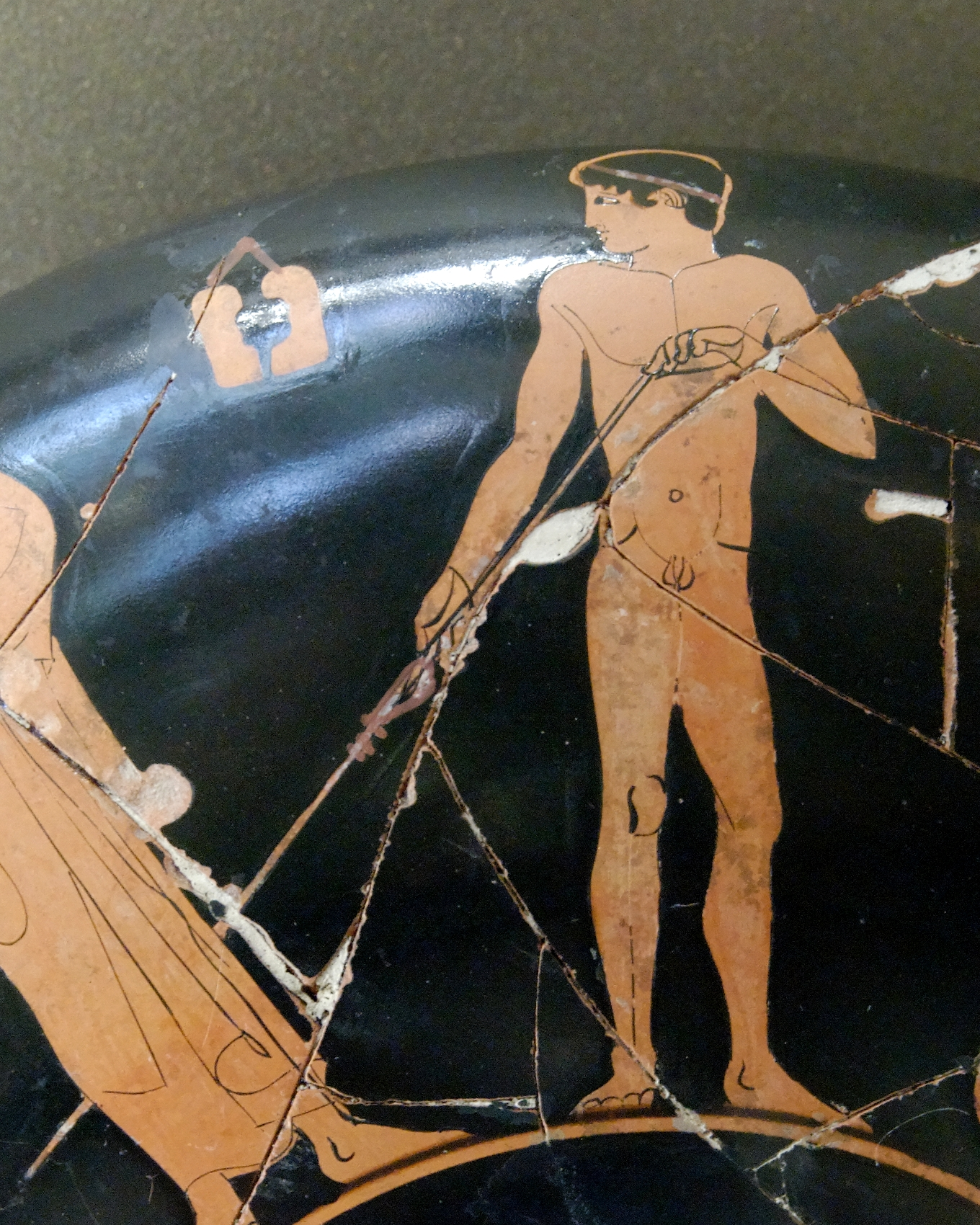
Un greco che tiene nella mano destra il proprio amentum

Amentum (in greco ἀγκύλη) era una striscia di cuoio fissata al giavellotto utilizzata in origine dagli atleti greci antichi, nella caccia e in guerra che contribuiva ad aumentare la portata e la stabilità del giavellotto in volo.

## Tecnica di lancio
Con l'amentum attaccato in prossimità del centro di gravità dell'asta si otteneva la massima precisione mentre mettendo l'amentum dietro il centro di gravità era possibile aumentare la distanza di lancio, ma a scapito della precisione. L'uso dell'amentum aggiungeva inoltre un effetto di rotazione del giavellotto che emula quello di un proiettile e aumentava enormemente la possibilità che il giavellotto colpisse correttamente di punta.

## Performance migliorata
Negli esperimenti effettuati dal generale francese Jean-Baptiste Verchère de Reffye per l'imperatore Napoleone, l'uso dell'amentum aumentava la distanza di lancio dai 20 metri di un giavellotto normale sino ad 80 metri. In alcuni esperimenti più recenti non sono riusciti a replicare il miglioramento di Reffye, furono eseguite diverse prove, raggiungendo in media un indice di miglioramento del 58% rispetto ad un tiro classico. I vantaggi del amentum sono la precisione accurata per i giavellotti leggeri e sono meno ingombranti per i dardi di un atlatl.